# گالسور
گالسور(نام علمی: Galesaurus) نام یک سرده از تیره راسوخزندگان است.